# Scriptania distincta
Scriptania distincta là một loài bướm đêm trong họ Noctuidae.